# Renault Alpine A110-50
La Renault Alpine A110-50 est un concept car du constructeur automobile français Renault, présenté au Grand Prix de Monaco 2012 pour fêter les 50 ans de l'Alpine A110, du constructeur Alpine.

## Historique
Initiée par le designer Laurens van den Acker (directeur du design industriel Renault), la carrosserie est dessinée par le designer Yann Jarsalle et inspirée du design du concept car Renault DeZir de 2010.

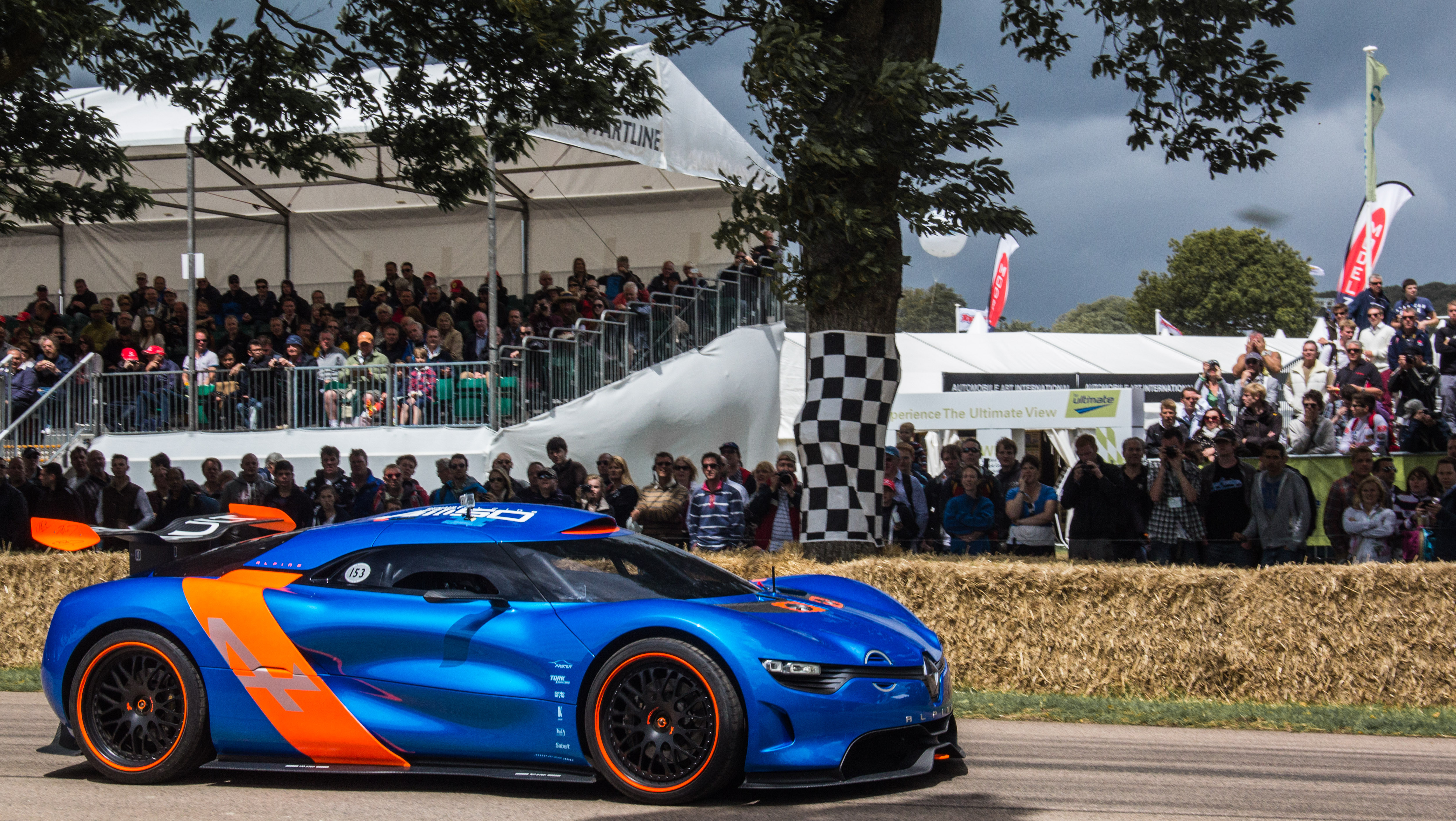
Festival de vitesse de Goodwood 2012
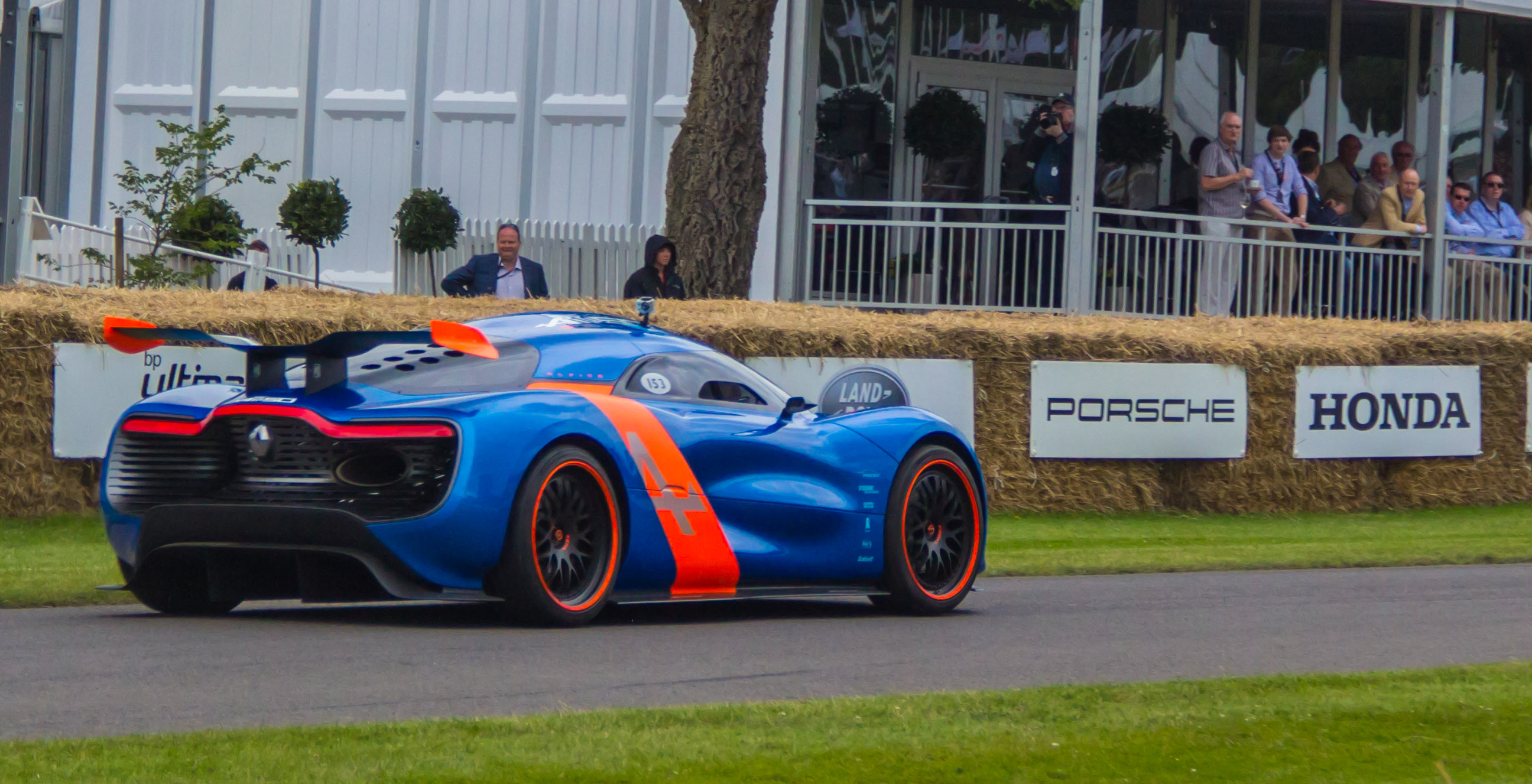
Festival de vitesse de Goodwood 2012

Le véhicule est motorisé par le moteur V6 « V4Y » de la Renault Mégane Trophy II 2012, avec 3,5 litres de cylindrée, 24 soupapes et 400 chevaux, en position centrale arrière, couplé à une boîte de vitesses séquentielle semi-automatique à six rapports de Formule 1, et dépourvu d’aides à la conduite telles que ABS ou antipatinage ...

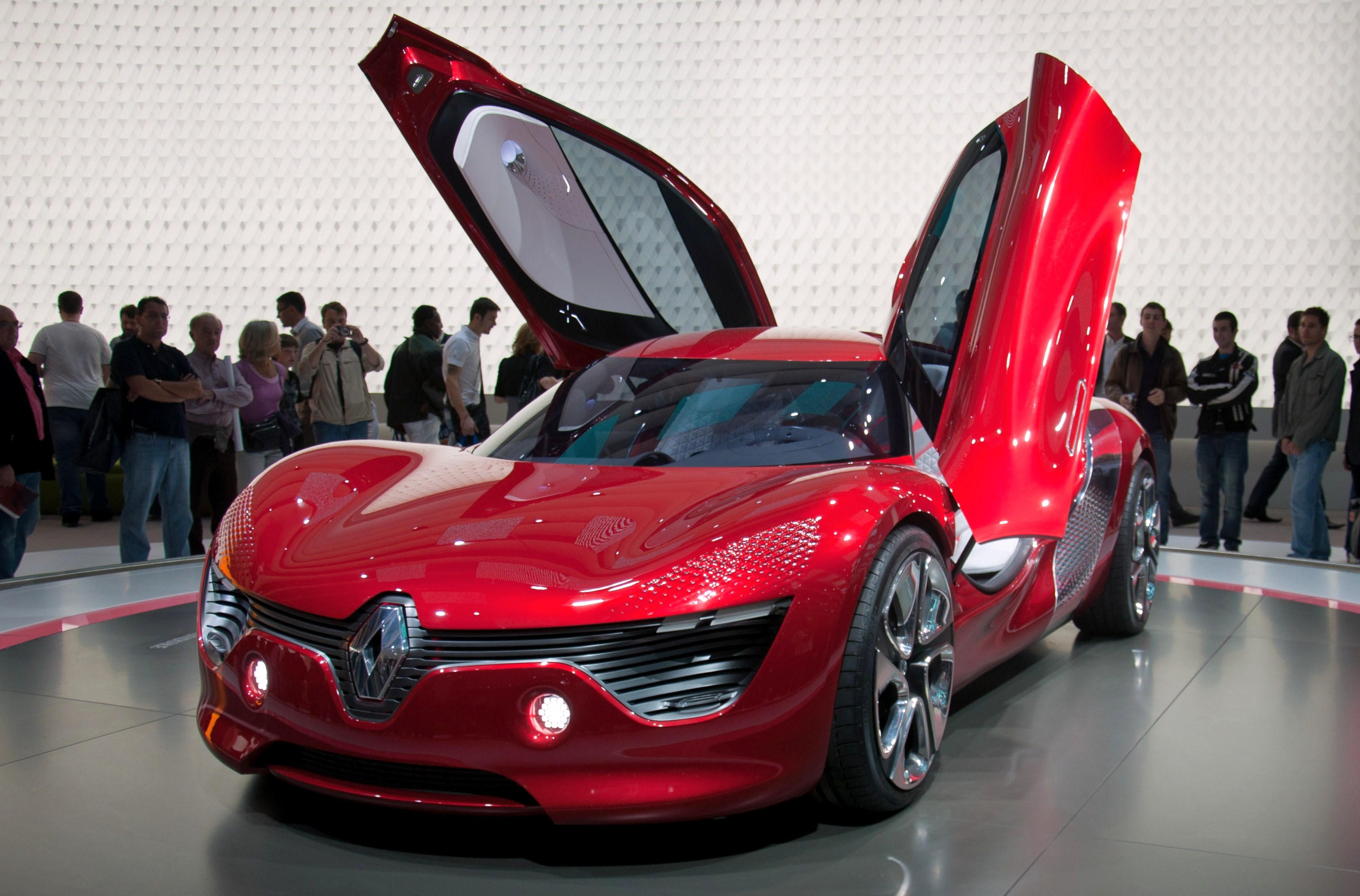
Renault DeZir 2010
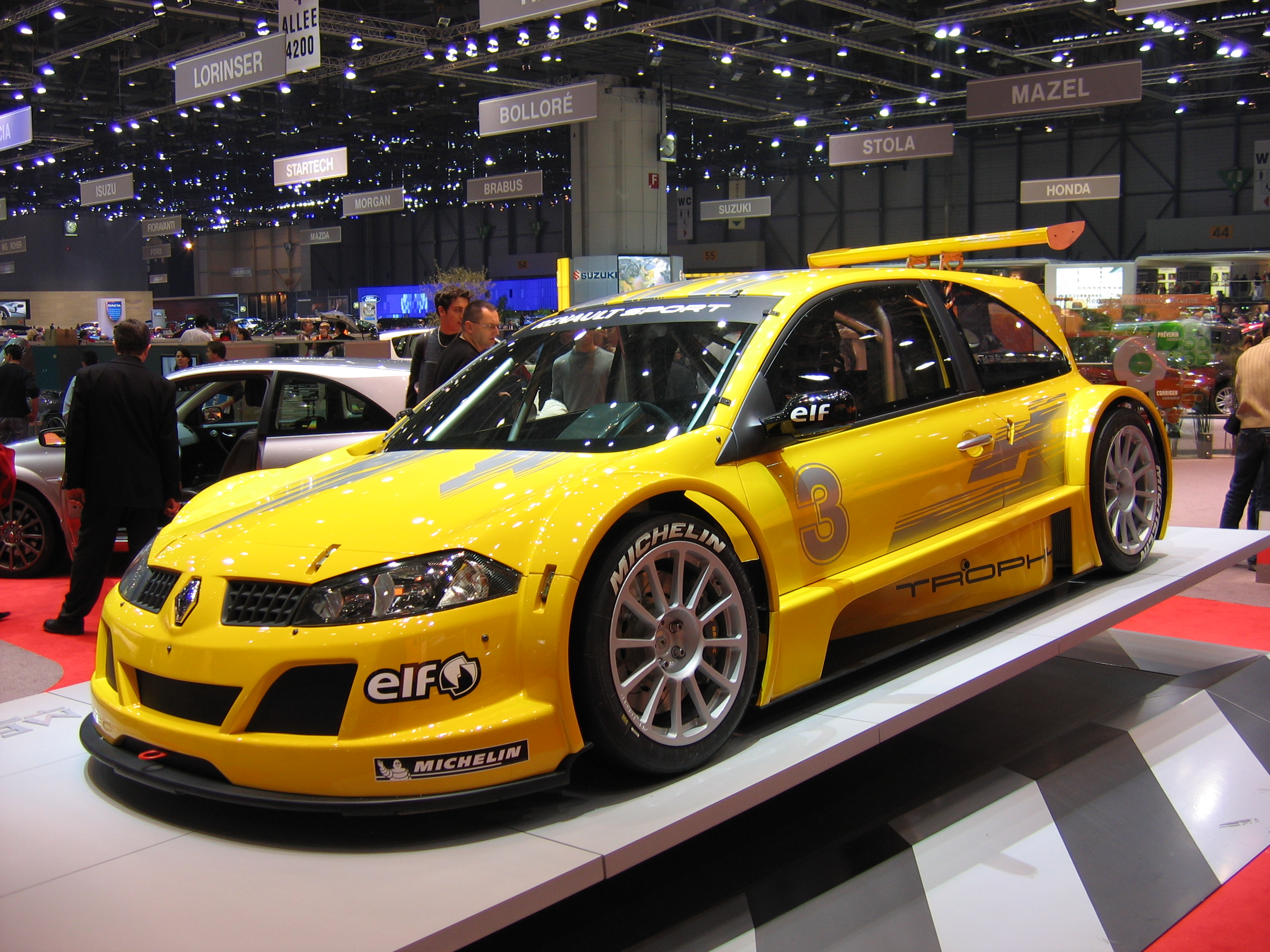
Renault Mégane Trophy 2005
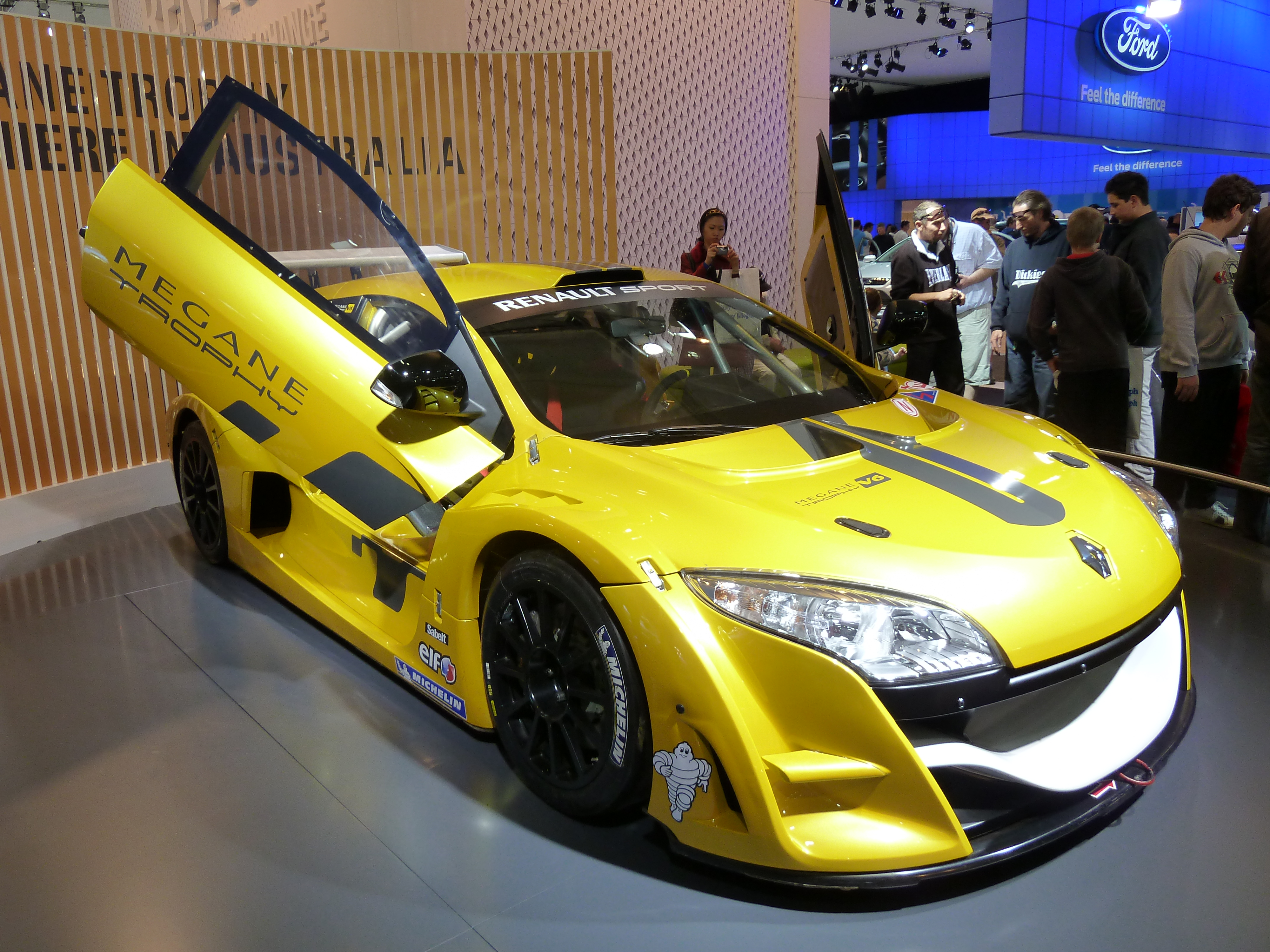
Renault Mégane Trophy II 2010

La présentation de ce concept car par Renault en 2012, préfigure la renaissance de la marque Alpine, disparue en 1995 avec l'Alpine A610.